# 파티흐

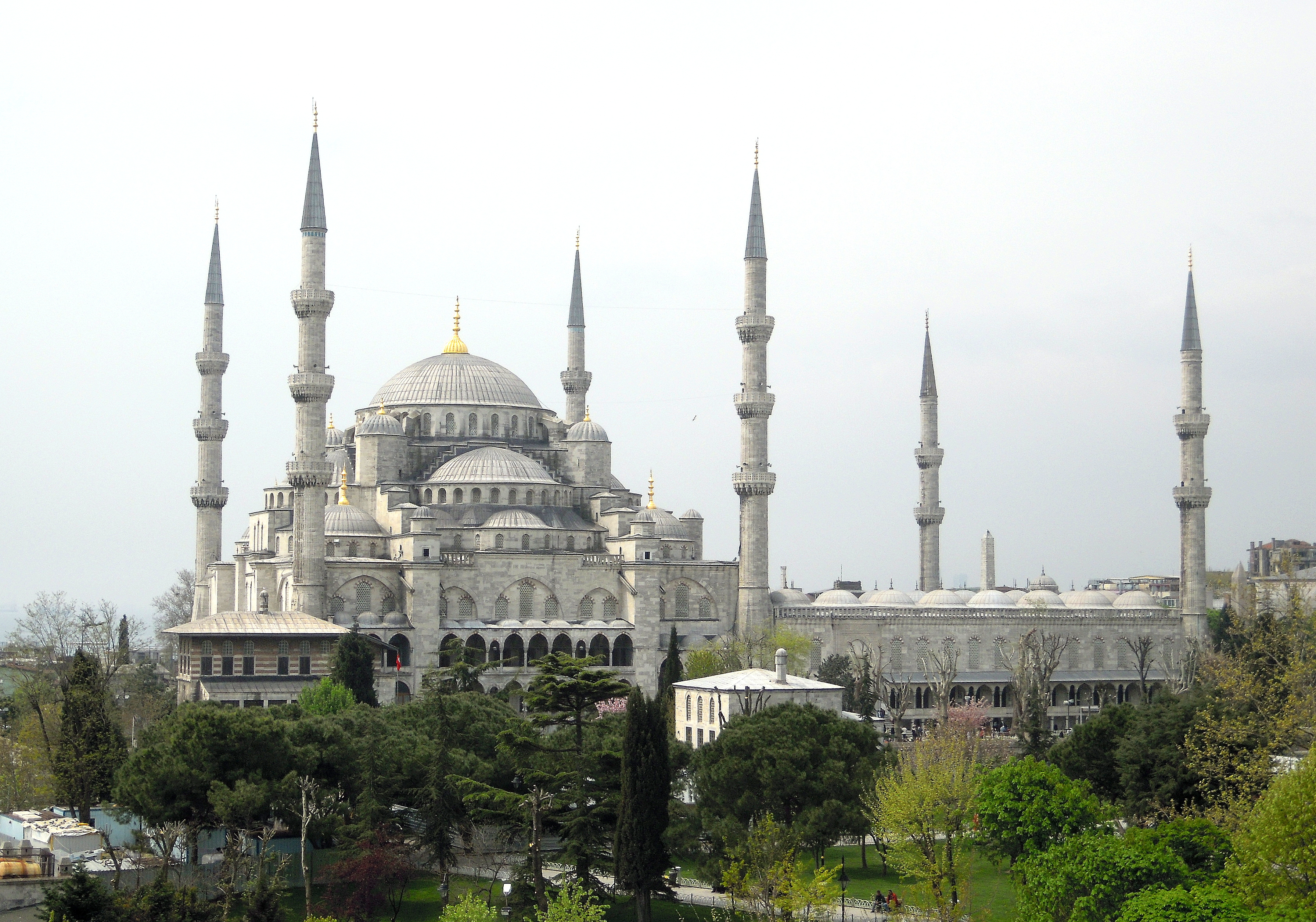

파티흐(튀르키예어: Fatih)는 튀르키예 이스탄불의 지구이다. 기원전 660년 그리스 식민도시 비잔티온이 처음 건설된 곳이다. 나중에 동로마제국이 들어서자 그 중심지로 1000년 넘게 번영을 누렸다. 하기야소피아 대성당도 여기에 있다.

## 같이 보기
- 위스퀴다르

1. ↑  백승종 (2020). 《도시로 보는 유럽사》. 사우. 74쪽.